# Ferrari F2001
La Ferrari F2001 è un'automobile monoposto sportiva di Formula 1 che gareggiò nel 2001 e in alcune gare del 2002, la quarantasettesima utilizzata dalla Scuderia Ferrari.

## Livrea

Le F2001 a Monza senza marchi pubblicitari e coi musetti listati a lutto, in segno di rispetto per gli attentati dell'11 settembre 2001 avvenuti cinque giorni prima.

Così come la vettura precedente, la Ferrari F2001 è quasi totalmente rossa. Fanno eccezione i flap dell'alettone anteriore e di quello posteriore, i quali sono bianchi.
Per il Gran Premio d'Italia, in segno di lutto per gli attentati dell'11 settembre 2001, le due F2001 presentarono una livrea completamente spoglia di sponsor e col musetto verniciato di nero.

## Sviluppo
La Ferrari F2001 venne disegnata da Rory Byrne seguendo le direttive imposte dalla Federazione Internazionale dell'Automobile (FIA) per il campionato 2001. I cambiamenti di maggior portata riguardavano infatti l'aerodinamica, ambito in cui vi erano stati i maggiori interventi da parte della Federazione.
Durante l'anno furono poche le modifiche che vennero apportate dalla casa di Maranello rispetto alla versione iniziale del progetto e si trattò, per lo più, solo di piccoli aggiustamenti, senza mai introdurre una seconda versione della monoposto a stagione in corso, come era invece avvenuto nelle stagioni precedenti. La vettura risultò veloce durante tutto l'arco del campionato, esprimendo globalmente una costanza maggiore rispetto alle sue principali avversarie e risultando nel complesso più omogenea nelle sue componenti. La Scuderia introdusse poi anche diverse novità tecniche, tra le quali la più rilevante fu una nuova presa d'aria dei freni.

### Aerodinamica
Le modifiche maggiori rispetto alla precedente F1-2000 riguardarono gli alettoni. L'ala anteriore venne infatti rialzata di cinque centimetri, sulla base delle regole imposte dalla FIA, e presentava nella sua parte centrale una forma a cucchiaio. Inedite anche le paratie laterali adottate dalla casa di Maranello e i flap presenti sull'alettone. Le uniche modifiche che vennero adottate durante l'anno riguardarono appunto questi ultimi, in quanto nelle piste che richiedevano maggior carico aerodinamico venivano raddoppiati i flap, riprendendo una soluzione già usata sulla 412 T2 di metà anni 90, e piccole paratie intermedie.
Totalmente differente rispetto all'anno precedente anche la forma del muso, dovuta soprattutto ai nuovi regolamenti. L'aver alzato l'alettone di cinque centimetri rendeva poi minore l'efficienza aerodinamica della vettura nella sua parte anteriore. Per ovviare a questo problema Byrne introdusse una nuova presa dei freni, la quale copiava quella che era la forma interna del cerchione. Questa soluzione garantiva comunque una miglior gestione dei flussi d'aria diretti nella zona delle fiancate, anche se sviluppava un calore maggiore all'interno del cerchione stesso e rendeva più difficoltosa la regolazione delle sospensioni.

### Motore

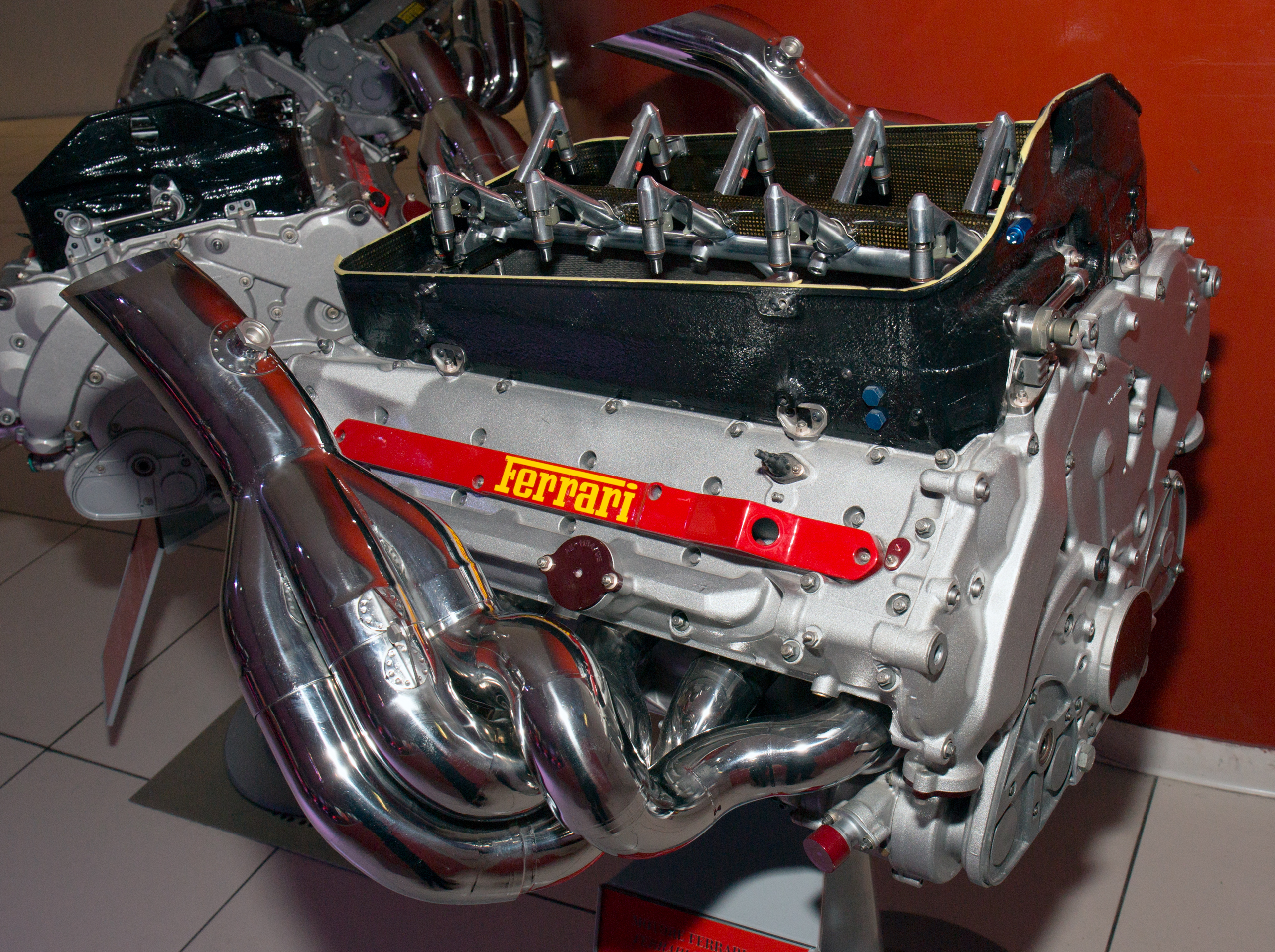
Il motore Ferrari Tipo 050 esposto al Museo Ferrari

Poche furono le modifiche apportate al propulsore dai motoristi di Maranello. Il Tipo 050, adottato per la stagione, risultava più leggero di circa cinque chili rispetto a quello utilizzato l'anno precedente. L'altezza era invece inferiore di una quindicina di millimetri. Il serbatoio dell'olio venne spostato in posizione centrale e ne fu aumentata la capacità al fine di non dover più ricorrere ad un serbatoio aggiuntivo.

## Scheda tecnica
| Caratteristiche tecniche - Ferrari F2001               | Caratteristiche tecniche - Ferrari F2001                                                                           | Caratteristiche tecniche - Ferrari F2001                                                                           | Caratteristiche tecniche - Ferrari F2001                                                                           | Caratteristiche tecniche - Ferrari F2001                                                                           | Caratteristiche tecniche - Ferrari F2001                                                                           |
| ------------------------------------------------------ | --- | --- | --- | --- | --- |
|                                                        | | | | | |
| Configurazione                                         | | | | | |
| Carrozzeria: monoposto                                 | Carrozzeria: monoposto                                                                                             | Posizione motore: posteriore                                                                                       | Posizione motore: posteriore                                                                                       | Trazione: posteriore                                                                                               | Trazione: posteriore                                                                                               |
| Dimensioni e pesi                                      | | | | | |
| Ingombri (lungh.×largh.×alt. in mm): 4445 × 1796 × 959 | Ingombri (lungh.×largh.×alt. in mm): 4445 × 1796 × 959                                                             | Ingombri (lungh.×largh.×alt. in mm): 4445 × 1796 × 959                                                             | Ingombri (lungh.×largh.×alt. in mm): 4445 × 1796 × 959                                                             | Diametro minimo sterzata:                                                                                          | Diametro minimo sterzata:                                                                                          |
| Interasse: 3010 mm                                     | Interasse: 3010 mm                                                                                                 | Carreggiate: anteriore 1470 - posteriore 1405 mm                                                                   | Carreggiate: anteriore 1470 - posteriore 1405 mm                                                                   | Altezza minima da terra:                                                                                           | Altezza minima da terra:                                                                                           |
| Posti totali: 1                                        | Posti totali: 1 | Bagagliaio: | Bagagliaio: | Serbatoio: 141 l                                                                                                   | Serbatoio: 141 l                                                                                                   |
| Masse                                                  | / in ordine di marcia: 600 kg                                                                                      | / in ordine di marcia: 600 kg                                                                                      | / in ordine di marcia: 600 kg                                                                                      | / in ordine di marcia: 600 kg                                                                                      | / in ordine di marcia: 600 kg                                                                                      |
| Meccanica                                              | | | | | |
| Tipo motore: Ferrari tipo 050 V10 90°                  | Tipo motore: Ferrari tipo 050 V10 90°                                                                              | Tipo motore: Ferrari tipo 050 V10 90°                                                                              | Cilindrata: 2 997 cm³                                                                                              | Cilindrata: 2 997 cm³                                                                                              | Cilindrata: 2 997 cm³                                                                                              |
| Distribuzione: pneumatica                              | Distribuzione: pneumatica                                                                                          | Distribuzione: pneumatica                                                                                          | Alimentazione: Iniezione elettronica digitale Magneti Marelli                                                      | Alimentazione: Iniezione elettronica digitale Magneti Marelli                                                      | Alimentazione: Iniezione elettronica digitale Magneti Marelli                                                      |
| Prestazioni motore                                     | Potenza: 840 CV | Potenza: 840 CV | Potenza: 840 CV | Potenza: 840 CV | Potenza: 840 CV |
| Accensione: elettronica Magneti Marelli statica        | Accensione: elettronica Magneti Marelli statica                                                                    | Accensione: elettronica Magneti Marelli statica                                                                    | Impianto elettrico: Magneti Marelli                                                                                | Impianto elettrico: Magneti Marelli                                                                                | Impianto elettrico: Magneti Marelli                                                                                |
| Frizione: multidisco                                   | Frizione: multidisco                                                                                               | Frizione: multidisco                                                                                               | Cambio: longitudinale Ferrari, 7 marce e retromarcia (comando semiautomatico sequenziale a controllo elettronico)  | Cambio: longitudinale Ferrari, 7 marce e retromarcia (comando semiautomatico sequenziale a controllo elettronico)  | Cambio: longitudinale Ferrari, 7 marce e retromarcia (comando semiautomatico sequenziale a controllo elettronico)  |
| Telaio                                                 | | | | | |
| Corpo vettura                                          | materiali compositi, a nido d'ape con fibre di carbonio                                                            | materiali compositi, a nido d'ape con fibre di carbonio                                                            | materiali compositi, a nido d'ape con fibre di carbonio                                                            | materiali compositi, a nido d'ape con fibre di carbonio                                                            | materiali compositi, a nido d'ape con fibre di carbonio                                                            |
| Sospensioni                                            | anteriori: indipendenti con puntone e molla di torsione / posteriori: indipendenti con puntone e molla di torsione | anteriori: indipendenti con puntone e molla di torsione / posteriori: indipendenti con puntone e molla di torsione | anteriori: indipendenti con puntone e molla di torsione / posteriori: indipendenti con puntone e molla di torsione | anteriori: indipendenti con puntone e molla di torsione / posteriori: indipendenti con puntone e molla di torsione | anteriori: indipendenti con puntone e molla di torsione / posteriori: indipendenti con puntone e molla di torsione |
| Freni                                                  | anteriori: a disco autoventilanti in carbonio / posteriori: a disco autoventilanti in carbonio                     | anteriori: a disco autoventilanti in carbonio / posteriori: a disco autoventilanti in carbonio                     | anteriori: a disco autoventilanti in carbonio / posteriori: a disco autoventilanti in carbonio                     | anteriori: a disco autoventilanti in carbonio / posteriori: a disco autoventilanti in carbonio                     | anteriori: a disco autoventilanti in carbonio / posteriori: a disco autoventilanti in carbonio                     |
| Pneumatici                                             | Bridgestone / Cerchi: 13" BBS in lega leggera                                                                      | Bridgestone / Cerchi: 13" BBS in lega leggera                                                                      | Bridgestone / Cerchi: 13" BBS in lega leggera                                                                      | Bridgestone / Cerchi: 13" BBS in lega leggera                                                                      | Bridgestone / Cerchi: 13" BBS in lega leggera                                                                      |

## Carriera agonistica

### La stagione

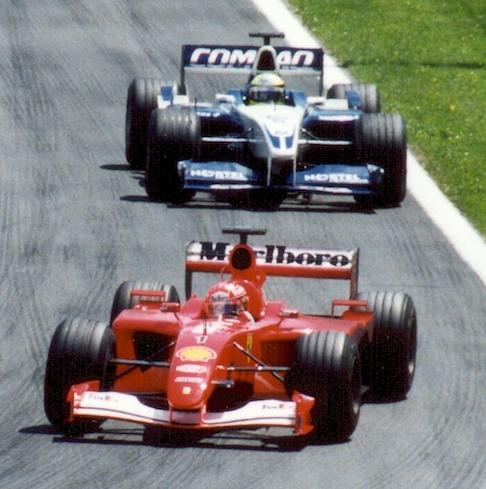
La F2001 di Michael Schumacher precede la Williams FW23 del fratello Ralf a Montréal

La F2001 debuttò al Gran Premio d'Australia, prima gara della stagione 2001, il 3 marzo a Melbourne. Ottenne 9 vittorie nel corso del campionato, tutte appannaggio del campione uscente Michael Schumacher, totalizzando 179 punti nel campionato costruttori di cui 123 conquistati da Schumacher, riconfermatosi iridato per il 2001, e 56 da Rubens Barrichello. Tale punteggio valse alla Ferrari la riconferma mondiale anche tra i costruttori, per il terzo anno di fila e per l'undicesimo totale. La F2001 si rivelò con ampio margine la vettura più competitiva della griglia, incamerando con largo anticipo entrambi i titoli già nell'appuntamento dell'Hungaroring di metà agosto.
In attesa del debutto della nuova F2002, la Scuderia impiegò la vecchia F2001 anche in avvio della stagione 2002, totalizzando un bottino di 14 punti, tutti per mano di Schumacher. Barrichello fu al volante della F2001 per i primi tre Gran Premi della nuova stagione mentre Schumacher, che all'Albert Park aveva colto l'ultima affermazione della F2001, dall'appuntamento di Interlagos, il terzo in calendario, portò al debutto la nuova F2002.

## Piloti
| Piloti ufficiali    | Piloti ufficiali    | Piloti ufficiali    |
| Nazione             | Nome                | Numero              |
| ------------------- | ------------------- | ------------------- |
| Germania (bandiera) | Michael Schumacher  | 1                   |
| Brasile (bandiera)  | Rubens Barrichello  | 2                   |
| Piloti di riserva   |                     |                     |
| Nazione             | Nome                | Nome                |
| Italia (bandiera)   | Luca Badoer         | Luca Badoer         |
| Italia (bandiera)   | Fabrizio Giovanardi | Fabrizio Giovanardi |

## Risultati completi
| Anno | Team             | Motore              | Gomme | Piloti       |   |   |     |     |     |   |   |     |   |   |   |     |   |   |   |     |   | Punti | Pos. |
| ---- | ---------------- | ------------------- | ----- | ------------ | - | - | --- | --- | --- | - | - | --- | - | - | - | --- | - | - | - | --- | - | ----- | ---- |
| 2001 | Scuderia Ferrari | Ferrari 050 3.0 V10 | B     | M.Schumacher | 1 | 1 | 2   | Rit | 1   | 2 | 1 | 2   | 1 | 1 | 2 | Rit | 1 | 1 | 4 | 2   | 1 | 179   | 1º   |
| 2001 | Scuderia Ferrari | Ferrari 050 3.0 V10 | B     | Barrichello  | 3 | 2 | Rit | 3   | Rit | 3 | 2 | Rit | 5 | 3 | 3 | 2   | 2 | 5 | 2 | 15* | 5 | 179   | 1º   |

| Anno | Team             | Motore              | Gomme | Piloti       |     |     |     |  |  |  |  |  |  |  |  |  |  |  |  |  |  | Punti | Pos. |
| ---- | ---------------- | ------------------- | ----- | ------------ | --- | --- | --- |  |  |  |  |  |  |  |  |  |  |  |  |  |  | ----- | ---- |
| 2002 | Scuderia Ferrari | Ferrari 050 3.0 V10 | B     | M.Schumacher | 1   | 3   |     |  |  |  |  |  |  |  |  |  |  |  |  |  |  | 14    | 1º   |
| 2002 | Scuderia Ferrari | Ferrari 050 3.0 V10 | B     | Barrichello  | Rit | Rit | Rit |  |  |  |  |  |  |  |  |  |  |  |  |  |  | 14    | 1º   |